# Адміністративний устрій Новгородківського району
Адміністративний устрій Новгородківського району — адміністративно-територіальний поділ Новгородківського району Кіровоградської області на 1 селищну раду та 10 сільських рад, які об'єднують 27 населених пунктів та підпорядковані Новгородківській районній раді. Адміністративний центр — смт Новгородка.

## Список радНовгородківського району
| №  | Назва                            | Центр               | Населені пункти                                                    | Площа км² | Місце за площею | Населення (2001), чол. | Місце за населенням |
| -- | -------------------------------- | ------------------- | ------------------------------------------------------------------ | --------- | --------------- | ---------------------- | ------------------- |
| 1  | Новгородківська селищна рада     | смт Новгородка      | смт Новгородка с. Велика Чечеліївка с. Воронцівка                  |           |                 |                        |                     |
| 2  | Верблюзька сільська рада         | с. Верблюжка        | с. Верблюжка                                                       |           |                 |                        |                     |
| 3  | Вершино-Кам'янська сільська рада | с. Вершино-Кам'янка | с. Вершино-Кам'янка                                                |           |                 |                        |                     |
| 4  | Інгуло-Кам'янська сільська рада  | с. Інгуло-Кам'янка  | с. Інгуло-Кам'янка                                                 |           |                 |                        |                     |
| 5  | Куцівська сільська рада          | с. Куцівка          | с. Куцівка с. Білозерне с. Просторе с. Ручайки с. Сотницьке        |           |                 |                        |                     |
| 6  | Митрофанівська сільська рада     | с. Митрофанівка     | с. Митрофанівка                                                    |           |                 |                        |                     |
| 7  | Новоандріївська сільська рада    | с. Новоандріївка    | с. Новоандріївка с. Бережинка с. Веселе с. Перше Травня с. Рибчине |           |                 |                        |                     |
| 8  | Новомиколаївська сільська рада   | с. Новомиколаївка   | с. Новомиколаївка с. Спільне                                       |           |                 |                        |                     |
| 9  | Петрокорбівська сільська рада    | с. Петрокорбівка    | с. Петрокорбівка с. Білопіль с. Дубівка с. Корбомиколаївка         |           |                 |                        |                     |
| 10 | Спасівська сільська рада         | с. Спасове          | с. Спасове                                                         |           |                 |                        |                     |
| 11 | Тарасівська сільська рада        | с. Тарасівка        | с. Тарасівка с. Козирівка с. Ольгівка                              |           |                 |                        |                     |